# 伯姫 (衛)
伯姫（伯姬、はくき、生年不詳 - 紀元前477年?）は、衛の孔圉の夫人。
衛の霊公の娘として生まれた。孔圉にとつぎ、孔悝を生んだ。紀元前480年に孔圉が死去すると、伯姫は孔氏の豎であった渾良夫と私通した。伯姫が戚にいる弟の太子蒯聵のもとに渾良夫を派遣すると、蒯聵は自分を帰国させてくれれば大夫に取り立てることを渾良夫に約束した。渾良夫は蒯聵の帰国のことを伯姫に頼んだ。閏月、渾良夫は蒯聵とともにひそかに入国し、蒯聵を女装させて孔氏の邸に入れた。伯姫は戈を杖として先頭に立ち、蒯聵らは武装した。孔悝を脅迫して協力させ、反乱を起こした。孔氏の家老の欒甯が出公を連れて魯に亡命し、子路は反乱に抵抗して戦死した。蒯聵は孔悝に擁立されて国君に即位した。これが衛の荘公である。紀元前479年、孔悝は母の伯姫を連れて宋に亡命した。紀元前478年、渾良夫は太子疾に殺害された。晋の趙鞅が衛を攻撃し、荘公を廃位して斑師を立てた。荘公は己氏に殺害された。また斉が衛を攻撃し、斑師を廃位して衛君起を立てた。紀元前477年、石圃が衛君起を追放して、出公が斉から帰国した。一説にこのとき大夫が伯姫を殺害したともいう。